# Yamaneta paquini
Espèce
Synonymes
- Maymena paquini Miller, Griswold & Yin, 2009

Yamaneta paquini est une espèce d'araignées aranéomorphes de la famille des Mysmenidae.

## Distribution
Cette espèce est endémique du Yunnan en Chine,. Elle se rencontre dans une grotte dans le xian de Lushui.

## Description
Le mâle holotype mesure 2,20 mm et la femelle paratype 2,50 mm.
Le mâle décrit par Feng, Miller, Lin et Shu en 2019 mesure 2,22 mm et la femelle 2,48 mm.

## Étymologie
Cette espèce est nommée en l'honneur de Pierre Paquin.

## Publication originale
- Miller, Griswold & Yin, 2009 : The symphytognathoid spiders of the Gaoligongshan, Yunnan, China (Araneae, Araneoidea): Systematics and diversity of micro-orbweavers. ZooKeys, no 11, p. 9-195 (texte intégral).